# Abdellah Zoubir
Abdellah Zoubir (en arabe : عبدالله زوبير), né le 5 décembre 1991 à Lille, est un footballeur français qui évolue au poste de milieu de terrain offensif au sein du Qarabağ FK, dans le Championnat d'Azerbaïdjan de football.
Bon dribbleur, il joue avec l'équipe de France de futsal jusqu'à ses 20 ans, mais fait l'essentiel de sa carrière sur gazon.

## Biographie

### Futsal
Né à Lille de parents marocains, Zoubir commence à jouer au futsal dans sa ville natale à l'âge de six ans.

### Grenoble Foot 38 et FC Istres
Après des débuts avec le club amateur de l'US Lesquin, en 2011 il signe à Grenoble Foot 38. Il dispute 24 rencontres en championnat de CFA2 (cinquième division) et trois en Coupe de France, marquant 9 buts au total. La saison suivante il joue 14 matches en CFA et un en Coupe de France, pour un total de 8 buts.
En janvier 2013, Zoubir devient professionnel en signant au FC Istres, club de Ligue 2. Il joue 8 rencontres dans ce championnat lors de la saison 2012-2013.

### Hibernian FC
Lors de la saison 2013-2014, il est prêté au Hibernian FC en Écosse en août 2013, après avoir été recommandé par l'ancien footballeur Frédéric Arpinon . Il fait sa première rencontre pour sa nouvelle équipe en Coupe de la Ligue écossaise pour un match contre Stranraer FC le 24 septembre 2013. Cependant, après le départ du manager Pat Fenlon, il ne semble pas entrer dans les plans du nouvel entraîneur Terry Butcher, et entre pour la plupart du temps en tant que remplaçant.
Il retourne au FC Istres en 2014, entre-temps relégué en National. Il joue 26 rencontres dans ce championnat lors de la saison 2014-2015.

### Petrolul Ploiești
Le 24 juin 2015, Abdellah rejoint l'équipe roumaine du Petrolul Ploiești pour un contrat de trois ans.  Il fait ses débuts en Liga I  le 11 juillet 2015, en jouant 90 minutes lors du match nul 0-0 contre les champions sortants du FC Steaua Bucureşti. Il marque son premier but pour le club le 9 novembre lors d'un match nul 1-1 à domicile contre le CS Concordia Chiajna, et son deuxième contre CFR Cluj plus tard dans le même mois (1-0, également au stade Ilie Oană).
Début décembre 2015, des rumeurs font part de l'intérêt des deux clubs de Bucarest, le Steaua et le FC Dinamo pour recruter Abdellah au cours de la fenêtre de transfert d'hiver.
En fin de saison, il décide de quitter la Roumanie et de revenir en France.

### Racing Club de Lens
Le 2 juillet 2016, il signe au RC Lens, club de Ligue 2, un contrat d'une durée de deux ans. Lors de sa présentation au club, le natif de Lille déclare que « le RC Lens est un club au sein duquel [il a] toujours voulu jouer » . Le 13 juillet, lors d'un match de préparation contre Waasland-Beveren, il marque un superbe but d'une frappe en lucarne. Zoubir s'impose comme titulaire dès le début de la saison, jouant son premier match officiel contre le Chamois Niortais. Lors de la troisième journée contre Nîmes Olympique, il délivre deux passes décisives sur les deux buts lensois. Il inscrit son premier but sous les couleurs sang et or lors de la 7e journée de Ligue 2 contre le Clermont Foot 63 . Il marque son deuxième et troisième but lors du 7e tour de coupe de France contre Marq-en-Baroeul. Durant la première partie de saison il a joué 21 matches pour 3 buts marqués et a délivré cinq passes décisives.
Le 13 février 2017, il marque son troisième but en championnat contre Clermont Foot. Lors de la 30e journée, contre le Stade de Reims, il inscrit, au terme d'un raid en solitaire depuis sa moitié de terrain, son quatrième but en championnat et son sixième toutes compétitions confondues. Il finit meilleur passeur du club avec huit passes décisives et termine sixième au classement général des passeurs de Ligue 2.
Le 17 août 2017, Abdellah Zoubir prolonge son contrat avec le Racing Club de Lens jusqu'en juin 2019 (assorti d'une option de deux saisons supplémentaires en cas de montée du club artésien en Ligue 1).
Le 19 mars 2018, il est accusé par les Red Tigers, cinq d'entre eux s'étant rendus à la Gaillette, de manquer de respect au club et aux supporters. Zoubir à propos de la Tribune Marek aurait dit : "Si j'avais eu une kalach je vous aurais tous allumés". Il aurait aussi déclaré à propos du club : "Je m'en tape de Lens de toute façon, ce n'est qu'un tremplin pour ma carrière".

### FK Qarabag
Le 26 juin 2018, Zoubir rejoint le Qarabağ FK, champion en titre du championnat azéri, pour un transfert évalué à un million d'euros. Il participe donc aux tours préliminaires qualificatifs pour la Ligue des champions 2018-2019, mais son équipe se qualifie finalement pour la Ligue Europa 2018-2019.

## Statistiques en club
| Saison                | Club                  | Championnat           | Championnat | Championnat | Championnat | Coupe nationale | Coupe nationale | Coupe nationale | Coupe de la Ligue | Coupe de la Ligue | Coupe de la Ligue | Compétition(s) continentale(s) | Compétition(s) continentale(s) | Compétition(s) continentale(s) | Compétition(s) continentale(s) | Total | Total | Total |
| Saison                | Club                  | Division              | M.          | B.          | P.d.        | M.              | B.              | P.d.            | M.                | B.                | P.d.              | Comp.                          | M.                             | B.                             | P.d.                           | M.    | B.    | P.d.  |
| 2013-2014             | Hibernian FC          | Premiership           | 13          | 0           | 1           | 2               | 1               | 1               | 1                 | 0                 | 0                 | -                              | -                              | -                              | -                              | 16    | 1     | 2     |
| Sous-total            | Sous-total            | Sous-total            | 13          | 0           | 1           | 2               | 1               | 1               | 1                 | 0                 | 0                 | -                              | -                              | -                              | -                              | 16    | 1     | 2     |
| 2014-2015             | FC Istres             | National 1            | 26          | 1           | 0           | -               | -               | -               | -                 | -                 | -                 | -                              | -                              | -                              | -                              | 26    | 1     | 0     |
| Sous-total            | Sous-total            | Sous-total            | 26          | 1           | 0           | 0               | 0               | 0               | 0                 | 0                 | 0                 | -                              | -                              | -                              | -                              | 26    | 1     | 0     |
| 2015-2016             | Petrolul Ploiești     | Liga 1                | 38          | 5           | 4           | 2               | 0               | 0               | 1                 | 0                 | 0                 | -                              | -                              | -                              | -                              | 41    | 5     | 4     |
| Sous-total            | Sous-total            | Sous-total            | 38          | 5           | 4           | 2               | 0               | 0               | 1                 | 0                 | 0                 | -                              | -                              | -                              | -                              | 41    | 5     | 4     |
| 2016-2017             | RC Lens               | Ligue 2               | 35          | 4           | 8           | 3               | 2               | 0               | -                 | -                 | -                 | -                              | -                              | -                              | -                              | 38    | 6     | 8     |
| 2017-2018             | RC Lens               | Ligue 2               | 31          | 2           | 4           | 3               | 1               | 0               | 1                 | 0                 | 0                 | -                              | -                              | -                              | -                              | 35    | 3     | 4     |
| Sous-total            | Sous-total            | Sous-total            | 38          | 5           | 4           | 2               | 0               | 0               | 1                 | 0                 | 0                 | -                              | -                              | -                              | -                              | 41    | 5     | 4     |
| 2018-2019             | Qarabağ FK            | Premyer Liga          | 24          | 7           | 6           | 4               | 0               | 1               | -                 | -                 | -                 | C3                             | 13                             | 1                              | 2                              | 41    | 8     | 9     |
| 2019-2020             | Qarabağ FK            | Premyer Liga          | 19          | 5           | 7           | 2               | 0               | 1               | -                 | -                 | -                 | C3                             | 14                             | 2                              | 4                              | 35    | 7     | 12    |
| 2020-2021             | Qarabağ FK            | Premyer Liga          | 26          | 7           | 9           | 4               | 0               | 2               | -                 | -                 | -                 | C3                             | 9                              | 2                              | 2                              | 39    | 9     | 13    |
| 2021-2022             | Qarabağ FK            | Premyer Liga          | 25          | 8           | 9           | 4               | 1               | 0               | -                 | -                 | -                 | C4                             | 14                             | 3                              | 3                              | 43    | 12    | 12    |
| 2022-2023             | Qarabağ FK            | Premyer Liga          | 30          | 8           | 7           | 2               | 0               | 0               | -                 | -                 | -                 | C3                             | 16                             | 2                              | 1                              | 48    | 10    | 8     |
| Sous-total            | Sous-total            | Sous-total            | 124         | 35          | 38          | 16              | 1               | 4               | 0                 | 0                 | 0                 | -                              | 66                             | 10                             | 12                             | 206   | 46    | 54    |
| Total sur la carrière | Total sur la carrière | Total sur la carrière | 239         | 46          | 47          | 22              | 2               | 1               | 0                 | 0                 | 0                 | -                              | 66                             | 10                             | 12                             | 327   | 58    | 60    |

## Palmarès
Qarabağ FK
- Championnat d'Azerbaïdjan de football (3)
  - Champion en 2019, 2020 et 2022
- Coupe d'Azerbaïdjan de football (1)
  - Vainqueur en 2022

## Distinctions individuelles
- Trophées UNFP : Equipe-type de Ligue 2 2016/2017[16]